# Mugen Motorsports
Mugen Motorsports (M-TEC Co., Ltd) (無限) – japońskie przedsiębiorstwo założone w 1973 r. przez Hirotoshi'ego Hondę, syna założyciela Honda Motor Company, Soichiro Hondy. Mugen (z jap. „bez ograniczeń”) to przedsiębiorstwo zajmujące się tuningiem silników oraz produkcją części, silnie związana z Hondą. Pomimo rodzinnych powiązań, Mugen nie jest i nigdy nie był własnością Hondy. Sytuacja była przez pewien czas bardzo skomplikowana, gdy właścicielem Mugen był Hirotoshi Honda, główny udziałowiec Hondy od śmierci jego ojca w 1991 r.
Przedsiębiorstwo usprawnia i prowadzi samochody Hondy w mistrzostwach Super GT oraz sprzedaje części prywatnym nabywcom.
W grze wideo Gran Turismo dostępne są części firmy Mugen.